# Hotel Strandtangen
Hotel Strandtangen er et hotel, der ligger ved Skive med Skive Fjord på den ene side og Krabbeholm Skov til den anden side.
Skive midtby ligger 2,5 km fra Hotel Strandtangen. 
Hotellet har 49 dobbeltværelser og 2 enkeltværelser.